# Pauhunri
 El Pauhunri es una montaña en el Himalaya oriental. Se encuentra en la frontera de Sikkim, India y Tíbet, China, y está situado a unos 75 km al noreste de Kangchenjunga. Marca el origen del río Teesta.
El Pauhunri tiene una altitud de 7.128 m y fue escalado por primera vez en 1911 por el alpinista escocés Alexander Mitchell Kellas, junto con dos sherpas conocidos solo como "Sony" y "hermano de Tuny".  